# 金秀琼
金秀琼（1985年8月6日—），韩国举重运动员，身高1.6米。2010年，在广州亚运会63公斤级举重比赛中以240千克的成绩获得亚军。